# Herpetogramma bermudalis
Herpetogramma bermudalis là một loài bướm đêm trong họ Crambidae.